# Who Do You Love
«Who Do You Love» es una canción del dúo estadounidense The Chainsmokers en colaboración con la banda australiana de pop rock 5 Seconds of Summer. Fue lanzada el 7 de febrero de 2019, a través de Sony Music. La canción es el sencillo principal del tercer álbum de estudio de Chainsmokers World War Joy. El video musical fue lanzado el 25 de marzo de 2019.

## Antecedentes y lanzamiento
Tanto Chainsmokers como 5 Seconds of Summer publicaron vídeos en las redes sociales antes del anuncio, con 5 Seconds of Summer apareciendo caminando por un "paisaje psicodélico" y los Chainsmokers sentados en un estudio hablando de su falta de inspiración. Se publicó un audio el 5 de febrero. El tema fue calificado como una mezcla de sonidos pop y dance.
El tema fue escrito por Andrew Taggart, Alex Pall, Ashton Irwin, Calum Hood, Luke Hemmings, Clifford Michael, Talay Riley, Campos Warren, Trevor Brown, Sean Douglas, William Simmons, mientras que la producción fue llevada a cabo por el dúo The Chainsmokers y Warren Felder. La canción es el sencillo principal del tercer álbum de estudio de Chainsmokers World War Joy. Fue lanzada el 7 de febrero de 2019, a través de Sony Music.

## Vídeo musical
El video musical fue lanzado el 25 de marzo de 2019. En el video musical, The Chainsmokers está en contra de 5 Seconds of Summer. Dos autos llegan a un garaje. Mientras que The Chainsmokers tiene 3 miembros de la banda y 5 Seconds of Summer tiene 4 miembros, tocan en comparación para ver qué banda es la mejor. Las dos bandas comienzan a actuar en un concierto. Al final, el escenario explota debido a la tensión entre estas dos bandas.

## Lista de ediciones
Descarga digital.

| N.º | Título                     | Duración |  |
| 1.  | «Who Do You Love» (Single) | 3:46     |  |

## Créditos y personal
Créditos adaptados de Genius.
- Alex Pall – Composición
- Andrew Taggart – Composición, vocales
- Talay Riley – Composición
- OAK – Composición
- Sean Douglas – Composición
- Luke Hemmings – Composición, vocales
- Calum Hood – Composición, vocales
- Ashton Irwin – Composición, vocales
- Michael Clifford – Composición, vocales
- Trevorious – Composición
- Zaire Koalo – Composición
- Jordan Stilwell – Ingeniero de grabación, ingeniero de masterización
- Michelle Mancini – Ingeniero de masterización
- Talay Riley – Voces de fondo

## Posicionamiento en listas
| Listas (2019)                               | Mejor posición |
| ------------------------------------------- | -------------- |
| Alemania (Official German Charts)           | 55             |
| Australia Dance (ARIA)                      | 13             |
| Australia (ARIA)                            | 1              |
| Austria (Ö3 Austria Top 40)                 | 31             |
| Bélgica (Ultratop) Flanders                 | 21             |
| Bélgica (Ultratop) Wallonia                 | 3              |
| Canadá (Canadian Hot 100)                   | 31             |
| China (Airplay/FL)                          | 19             |
| Escocia (Official Charts Company)           | 32             |
| Eslovaquia (Radio Top 100)                  | 18             |
| Eslovenia SloTop50                          | 48             |
| Estados Unidos (Billboard Hot 100)          | 52             |
| Estados Unidos (Hot Dance/Electronic Songs) | 4              |
| Estados Unidos (Mainstream Top 40)          | 10             |
| Hungría (Stream Top 40)                     | 8              |
| Irlanda (IRMA)                              | 19             |
| Japón (Japan Hot 100)                       | 69             |
| Líbano (Lebanese Top 20)                    | 9              |
| Noruega (VG-lista)                          | 30             |
| Nueva Zelanda Hot Singles (RMNZ)            | 26             |
| Países Bajos (Dutch Top 40)                 | 16             |
| Países Bajos (Single Top 100)               | 52             |
| Portugal (AFP)                              | 67             |
| Reino Unido (UK Singles Chart)              | 34             |
| República Checa (Rádio Top 100)             | 8              |
| República Checa (Singles Digitál Top 100)   | 17             |
| Singapur (RIAS)                             | 12             |
| Suecia (Sverigetopplistan)                  | 19             |
| Suiza (Schweizer Hitparade)                 | 43             |

## Certificaciones
| País (organismo certificador) | Certificación | Unidades certificadas |
| ----------------------------- | ------------- | --------------------- |
| Australia (ARIA)              | 2x Platino    | 140 000               |
| Canadá (Music Canada)         | 2x Platino    | 160 000               |
| Estados Unidos (RIAA)         | Platino       | 1 000 000             |
| México (AMPROFON)             | Oro           | 30 000                |
| Polonia (ZPAV)                | Oro           | 10 000                |
| Reino Unido (BPI)             | Plata         | 200 000               |